# Bob de Jong (korfballer)
Bob de Jong (Wageningen, 1979) is een Nederlands voormalig korfballer. Hij speelde voor SKF, Oost-Arnhem, VADA 1925 en Dalto. Hij werd drie keer topscoorder van Nederland en speelde ook voor het Nederlands korfbalteam. Hij speelde namens Dalto in twee finales van de Korfbal League en twee finales op het veld. Hij werd eenmaal landskampioen, op het veld in 2008.

## Begin van carrière
De Jong begon met korfbal bij SKF. Vanwege zijn lengte en scorend vermogen viel hij op. Hij speelde twee jaar in het eerste team.

In 1998, toen De Jong 19 jaar was, stapte hij over naar Oost-Arnhem. De club, onder leiding van coach Erik Wolsink speelde in 1997 nog de Europacup en gold als grootmacht.
Vanwege privé-omstandigheden verliet De Jong de club na één seizoen.

## VADA
In 1999 verruilde De Jong Oost-Arnhem voor VADA 1925 uit Wageningen.
Op het moment dat De Jong bij VADA ging spelen, speelde de club op het veld in de hoogste klasse, de Hoofdklasse. In de zaal speelden ze op het 1 na hoogste niveau, namelijk de Overgangsklasse.
In zijn eerste seizoen bij de club degradeerde het op het veld terug naar de Overgangsklasse. Na 1 jaar volledig in de Overgangsklasse, speelde VADA in 2001 zowel in de zaal als op het veld in de Hoofdklasse.
De Jong was een van de sterspelers van de club. Zo werd De Jong in de zaal zowel in 2002 en 200] de topscoorder van Nederland. Hij scoorde in 2002. 83 goals en 96 in 2003. Echter waren deze goede individuele cijfers niet voldoende om te handhaven, want in 2003 degradeerde VADA in de zaal weer terug naar de Overgangsklasse.
De Jong had zichzelf geprofileerd als scorende spits en wilde graag meespelen om de prijzen. Vandaar dat hij in 2003 VADA verruilde voor Dalto uit Driebergen.

## Dalto
De Jong speelde uiteindelijk bij Dalto van 2003 t/m 2010.
In deze zeven seizoenen speelde hij zowel op het veld als in de zaal elk seizoen in de play-offs. Ook werd hij de topscoorder van de Korfbal League in 2006 met 143 goals.
In de zaal werden de play-offs gehaald in 2004, 2006, 2007, 2008, 2009 en 2010. In 2006 en 2010 haalde Dalto de finale. Helaas voor De Jong en Dalto werden beide finales verloren. In 2006 was DOS'46 te sterk en in 2010 werd Koog Zaandijk kampioen.
Op het veld speelde De Jong bij Dalto ook twee finales, in 2005 en 2008. In de eerste finale werd er verloren van PKC, maar in 2008 won Dalto met 23-18 van PKC.

## Erelijst
- landskampioen veld, 1x (2008)
- topscoorder zaalkorfbal Nederland, 3x (2002, 2003, 2006)

## Statistieken
| Naam        | KL seizoenen | Wedstrijden | Goals | Gemiddeld | Strafworpen |
| ----------- | ------------ | ----------- | ----- | --------- | ----------- |
| Bob de Jong | 5            | 103         | 644   | 6,3       | 127         |

## Coach en bestuur
Na zijn spelerscarrière is De Jong gaan coachen. Hij deed dit bij de jeugd van SKF. Daarnaast is hij bij SKF ook bestuurslid.

## Oranje
De Jong speelde 10 officiële interlands voor het Nederlands korfbalteam. Hij won in dienst van Oranje goud op het WK van 2003.